# Černý Vůl
Černý Vůl je vesnice v okrese Praha-západ, je součástí obce Statenice. Nachází se asi 1,1 km na severovýchod od Statenic. Vesnicí protéká Únětický potok. Vesnicí prochází silnice II/240. Je zde evidováno 244 adres.

## Název
Ves se původně nazývala německy Schwarzochs (1785, 1845; česky Černý Vůl). Pojmenování bylo odvozeno od jména hostince.
Jan Werich v povídce Lakomá Barka ve Fimfáru vysvětlil parodicky: „Nejspíš ještě se dalo věřit vesničce nedaleko Dejvic, která se jmenovala Černý Vůl. S ohledem na starostu to bylo jméno pravdivé, i když barvoslepé, neboť starosta byl zrzavý.“

## Historie
První písemná zmínka o vsi pochází z roku 1785.

## Obyvatelstvo
Podle sčítání 1930 zde žilo v 37 domech 209 obyvatel. 209 obyvatel se hlásilo k československé národnosti. Žilo zde 148 římských katolíků, 1 evangelík a 10 příslušníků Církve československé husitské.
| Rok            | 1869 | 1880 | 1890 | 1900 | 1910 | 1921 | 1930 | 1950 | 1961 | 1970 | 1980 | 1991 | 2001 | 2011 |
| -------------- | ---- | ---- | ---- | ---- | ---- | ---- | ---- | ---- | ---- | ---- | ---- | ---- | ---- | ---- |
| Počet obyvatel | 74   | 84   | 130  | 134  | 147  | 132  | 209  | 117  | 146  | 144  | 257  | 227  | 282  | 564  |
| Počet domů     | 13   | 14   | 14   | 17   | 18   | 19   | 37   | 40   | 40   | 42   | 76   | 90   | 114  | ?    |